# Cavillargues
Cavillargues település Franciaországban, Gard megyében. Lakosainak száma 847 fő (2022. január 1.). Cavillargues La Bastide-d’Engras, Le Pin, Pougnadoresse, Sabran, Saint-Laurent-la-Vernède, Saint-Marcel-de-Careiret és Saint-Pons-la-Calm községekkel határos.

## Népesség
A település népességének változása:
| Lakosok száma | 510  | 492  | 601  | 744  | 809  | 812  | 843  | 854  | 849  | 847  |
|               | 1968 | 1982 | 1990 | 2006 | 2013 | 2015 | 2017 | 2019 | 2020 | 2022 |